# Михаил Дохтуров
Михаил Николаевич Дохтуров (на руски: Михаил Николаевич Дохтуров) е руски офицер, генерал от кавалерията. Участник в Руско-турската война (1877-1878).

## Биогграфия
Михаил Дохтуров е роден на 5 октомври 1824 г. в семейството на потомствения дворянин генерала от кавалерията Николай Дохтуров. Посвещава се на военното поприще. През 1843 г. завършва Пажеския военен корпус с първо офицерско звание корнет. Служи в продължение на 16 години в Лейбгвардейския улански полк (1843-1859).
Повишен е във военно звание полковник и се занимава с управлението на държавните конезаводи. Внася арабски и френски породи коне за Руската армия. Офицер за особени поръчения при великия княз Николай Николаевич. Повишен е във военно звание генерал-майор от 1866 г. Командир на 1-ва кавалерийска дивизия (1874). Повишен е във военно звание генерал-лейтенант от 1876 г.
Участва в Руско-турската война (1877-1878). Включва се след превземането на Плевен. Командир на 1-ва кавалерийска дивизия от 1-ви армейски корпус. Участва в зимното преминаване на Стара планина през Химитлийския проход в колоната с командир генерал-лейтенант Михаил Скобелев. Бие се храбро в Шейновската битка и настъплението в направлението Стара Загора - Търново Сеймен. Награден е със златно оръжие „За храброст“ и Орден „Бял орел“ с мечове (1879).
След войната продължава службата в Руската армия. Командир на Гренадирския корпус. През 1885 г. е повишен във военно звание генерал от кавалерията.